# 浜田大介
浜田 大介（はまだ だいすけ、1971年5月9日 - ）は、日本の俳優、スタントマン。東京都出身。アーバンアクターズに業務提携として所属。身長176cm。体重65kg。血液型はA型。帝京八王子高校卒業。

## 出演

### 映画
- 天国の大罪（1992年）
- 極東黒社会（1993年）
- たどんとちくわ（1998年）
- レイジング・ユーバリ（1999年）
- A・LI・CE（2000年） - モーションキャプチャ
- 13階段（2003年）
- 修羅のみち6 血染めの海峡（2003年）
- 座頭市（2003年）
- 海猫（2004年）
- 渋谷物語（2005年）
- どろろ（2007年）
- あかね空（2007年）
- やじきた道中 てれすこ（2007年）
- 空へ-救いの翼 RESCUE WINGS-（2008年）
- 新宿インシデント（2009年）
- 弁天通りの人々（2009年） - 奈良原喜左衛門 役
- ゼロの焦点（2009年）
- 相棒 -劇場版II- 警視庁占拠! 特命係の一番長い夜（2010年）
- アウトレイジ ビヨンド（2012年）
- 相棒シリーズ X DAY（2013年）
- 二流小説家 シリアリスト（2013年）
- キッズ・リターン 再会の時（2013年）
- ふしぎな岬の物語（2014年）
- 25 NIJYU-GO（2014年）
- ソロモンの偽証 前・後編（2015年）
- 龍三と七人の子分たち（2015年）

### テレビドラマ
NHK
- 物書同心いねむり紋蔵（1998年）
- ズッコケ三人組VS双子探偵〜光の世界へ翔べ〜（2001年）
- 逃亡（2002年）
- 君を見上げて（2002年）
- さくら（2002年）
- 真夜中は別の顔（2002年）
- 御宿かわせみ 第一章（2003年）
- 転がしお銀 父娘あだ討ち江戸日記（2003年）

日本テレビ
- 女医 NOTHING LASTS FOREVER（1999年）
- 火曜サスペンス劇場
  - 「盲人探偵・松永礼太郎 10」（1998年）
  - 「刑事・鬼貫八郎 10」（1999年）
  - 「逆転有罪」（2000年）
  - 「浅見光彦スペシャル 貴賓室の怪人」（2002年）
  - 「六月の花嫁 化身」（2005年）
  - 「年下のひと」（2005年）
  - 「事件記者・三上雄太 3」（2005年）
- 受験の神様（2007年）

TBS
- サラリーマン金太郎（高橋克典版）
  - サラリーマン金太郎 2（2000年）
  - サラリーマン金太郎 4（2004年）
- 月曜ドラマスペシャル
  - 「ミステリー作家 桜田桃子の冒険 1」（2000年）
- 真夏のメリークリスマス（2000年）
- 月曜ミステリー劇場
  - 「弁護士猪狩文助 3」（2002年）
  - 「横山秀夫サスペンス」
    - 「横山秀夫サスペンス 4」（2004年）
    - 「横山秀夫サスペンス 6」（2005年）

  - 「浅見光彦シリーズ（沢村一樹版） 21」（2005年）
- 月曜ゴールデン
  - 「森村誠一サスペンスシリーズ 3」（2003年） - 伊藤
  - 「税務調査官・窓際太郎の事件簿 16」（2007年） - 中村
  - 「捜し屋★諸星光介が走る! 4」（2008年）
  - 「浅見光彦シリーズ（沢村一樹版） 28」（2009年）
  - 「十津川警部シリーズ 50」（2013年） - 中村進
- つぐない（2004年）
- 虹のかなた（2004年）
- 刹那に似てせつなく（2005年）
- 汚れた舌（2005年）
- 花より男子（2005年）
- 特命!刑事どん亀（2006年）
- 警部補・杉山真太郎〜吉祥寺署事件ファイル（2015年）

フジテレビ
- お見合い結婚（2000年）
- はるちゃん 5（2001年）
- ホーム&アウェイ（2002年）
- 金曜エンタテイメント
  - 「天童よしみの歌姫探偵 1」（2002年）
  - 「十津川警部夫人の旅情殺人推理 1」（2003年）
- 新・風のロンド（2006年）
- 天国の樹（2006年）
- SP 警視庁警備部警護課第四係（2007年）
- 白と黒（2008年）
- 夏の秘密（2009年）
- 任侠ヘルパー（2009年）

テレビ朝日
- 土曜ワイド劇場
  - 「車椅子の弁護士・水島威」
    - 「車椅子の弁護士・水島威 5」（1998年）
    - 「車椅子の弁護士・水島威 9」（2001年）

  - 「法医学教室の事件ファイル」
    - 「法医学教室の事件ファイル 11」（1999年）
    - 「法医学教室の事件ファイル 12」（2000年）
    - 「法医学教室の事件ファイル 16」（2002年）
    - 「法医学教室の事件ファイル 17」（2003年）
    - 「法医学教室の事件ファイル 24」（2007年）
    - 「法医学教室の事件ファイル 26」（2008年）
    - 「法医学教室の事件ファイル 27」（2008年）
    - 「法医学教室の事件ファイル 40」（2015年）

  - 「広域捜査官楠錬三郎 北へ南へ 1」（2000年）
  - 「おばはん刑事!流石姫子 7」（2002年）
  - 「科学捜査研究所・文書鑑定の女 2」（2004年）
  - 「殺人逃亡者の妻 夫は無実です!」（2004年）
  - 「おとり捜査官・北見志穂」
    - 「おとり捜査官・北見志穂 8」（2004年）
    - 「おとり捜査官・北見志穂 10」（2006年）
    - 「おとり捜査官・北見志穂 18」（2014年）

  - 「明智小五郎VS金田一耕助」（2005年）
  - 「キソウの女 2」（2005年）
  - 「ショカツの女〜新宿西署・刑事課強行犯係 2」（2008年）
  - 「広域警察 3」（2012年）
  - 「西村京太郎トラベルミステリー 59」（2013年）
  - 「終着駅シリーズ 28」（2014年）
- 仮面ライダーシリーズ
  - 仮面ライダークウガ（2000年） - 釣り人
  - 仮面ライダーアギト（2001年） - 石倉
- スカイハイ（2003年）
- 爆竜戦隊アバレンジャー 第9話（2003年） - そば屋
- 特命係長 只野仁
  - 1stシーズン（2003年）
  - スペシャル第1弾（2004年）
  - 2ndシーズン（2005年）
  - スペシャル第2弾（2005年）
  - スペシャル第3弾（2006年）
  - 3rdシーズン（2007年） - 準レギュラー
- 富豪刑事（2005年）
- 警視庁捜査一課9係（2006年）
- PS羅生門 警視庁東都署（2006年）
- 黒い太陽（2006年）
- 女帝（2007年）
- おいしいごはん 鎌倉・春日井米店（2007年）
- 赤川次郎ミステリー 4姉妹探偵団（2008年）
- テレビ朝日開局55周年記念 黒澤明ドラマスペシャル 野良犬（2013年）
- 最も遠い銀河（2013年）
- 遺留捜査
  - 第3シリーズ（2013年）
  - ドラマスペシャル（2013年）
- 俺の空 刑事編（2013年） - 龍星会組員（準レギュラー）
- TEAM -警視庁特別犯罪捜査本部-（2014年）

テレビ東京
- 水曜ミステリー9
  - 「監察医・篠宮葉月 死体は語る」
    - 「監察医・篠宮葉月 死体は語る 1」（2001年）
    - 「監察医・篠宮葉月 死体は語る 8」（2007年）

  - 「松本清張没後20年特別企画・留守宅の事件」（2013年）
  - 「刑事の証明 7」（2014年） - 池貝和彦
- 新・刑事吉永誠一（2014年）

WOWOW
- ドラマW
  - CHiLDREN チルドレン（2006年）

BSジャパン
- 女と愛とミステリー
  - 「夏の旅情サスペンス『みちのく祭り殺人行』」（2001年）
  - 「文書鑑定人白鳥あやめ 三万分の一の告発!」（2002年）
  - 「夏樹静子サスペンス 訃報は午後二時に届く」（2003年）
- 西村京太郎サスペンス 脅迫者（2001年）
- 寺田家の花嫁 〜気味悪いほど優しい姑（2001年）
- 子だくさん刑事（2006年）
- ドラマスペシャル「この世で俺/僕だけ」TV版（2013年）

### Vシネマ
- REDZONE REIKO/レッドゾーン・レイコ（1998年）
- 裁き屋 II 汚れた天使（2005年）
- 修羅の荒野（2008年）全8作 - 親侠会組員 小早川涼介
- 新・鯨道 侠魂（2009年） - 細田昭
- 修羅を征く獅子（2011年）
- 新・極道の紋章5（2015年） - 駿河黒政一家組員 トリノ
- 極道の紋章 レジェンド1（2021年） - 京阪連合若頭補佐 三沢組組長 三沢秀典

### CM
- 丸美屋食品 こだわり食感 ふりかけ（2015年）